# Colin Bell
Colin Bell MBE, född 26 februari 1946 i Hesleden nära Peterlee i County Durham, död 5 januari 2021, var en engelsk fotbollsspelare (mittfältare). Bell gjorde 152 mål på de 492 matcher han spelade i klubbens A-lag.
Han är en av de för närvarande (jan 2008) 21 medlemmarna i Manchester Citys Hall of Fame. 2005 invaldes han också i English Football Hall of Fame.

## Meriter
- FA-cupen 1969
- The Football League First Division 1968
- Engelska ligacupen 1969
- Cupvinnarcupen i fotboll 1970
- Landskamper 48 (9 mål)
- Juli Cupen 1972 (Arrangerad av Västerhaninge IF under 70-talet)

## Klubbar
- 1963 – 1966 Bury FC
- 1966 – 1979 Manchester City FC
- 1980 San Jose Earthquakes (Kalifornien, USA)